# Osmia bakeri
Osmia bakeri là một loài Hymenoptera trong họ Megachilidae. Loài này được Sandhouse mô tả khoa học năm 1924.